# Abdoulaye Loum
Pour les articles homonymes, voir Abdoulaye et Loum (homonymie).
Abdoulaye Loum, né le 3 avril 1991 à Mont-de-Marsan (France), est un joueur de basket-ball français. Il mesure 2,11 m et évolue au poste d'ailier fort.

## Biographie

### BCM Gravelines Dunkerque (2011-2013)
En juillet 2011, il décide de quitter Le Havre et rejoint le BCM Gravelines Dunkerque. Il remporte lors de la saison 2011-2012 le Trophée du Futur et est élu MVP du tournoi. Il dispute en juin 2012 l'Eurocamp de Trevise, camp organisé par la NBA pour détecter les jeunes joueurs prometteurs d'Europe.
Fin 2012, il est prêté par le BCM à Boulogne-sur-Mer en Pro B.

### Orléans Loiret Basket (2013-2016)
À la fin de la saison 2012-2013, il signe à Orléans pour trois ans.
Il se présente à la draft de la NBA de 2013 mais n'est pas sélectionné.
Le 29 décembre 2014, lors de la réception du BCM Gravelines, il contre sept tirs ce qui est le record de la saison.

### Stade olympique maritime boulonnais (juil. - déc. 2016)
À la fin de la saison 2015-2016, il choisit de revenir à Boulogne-sur-Mer en Pro B.

### Élan sportif chalonnais (déc.2016 - juin 2017)
Il signe début décembre 2016 à Chalon-sur-Saône.

### JDA Dijon (2017-2023)
Le 27 juin 2017, il s'engage pour une saison à la JDA Dijon. À l'issue de l'exercice, il prolonge pour la saison 2018-2019.
Au mois de mai 2020, il prolonge son contrat avec Dijon pour une saison supplémentaire.
En juillet 2021, il prolonge son contrat de deux saisons avec la JDA Dijon, il est lié jusqu'en 2024.

### Metropolitans 92 (2023-2024)
Le 1er août 2023, il s'engage avec le club des Metropolitans 92, après avoir résilié son contrat qui le liait jusqu'en 2024 avec la JDA Dijon. 

## Clubs successifs
- 2010-2011 :  Saint Thomas Basket Le Havre (Pro A)
- 2011-décembre 2012 :  Basket Club Maritime Gravelines Dunkerque Grand Littoral (Pro A)
- décembre 2012-2013 :  Stade olympique maritime boulonnais (Pro B)
- 2013-2016 :  Orléans Loiret Basket (Pro A)
- 2016-décembre 2016 :  Stade olympique maritime boulonnais (Pro B)
- décembre 2016-2017 :  Chalon-sur-Saône (Pro A)
- 2017-2023 :  JDA Dijon Basket (Pro A & Jeep Élite)
- 2023-2024 :  Metropolitans 92 (Betclic Élite)
- depuis 2024  :  Sharks d'Antibes (Pro B)[10]

## Palmarès

### En club
- Champion de France : 2017[11]
- Vainqueur du Trophée du futur : 2012
- Finaliste de la Coupe d'Europe FIBA : 2017
- Vainqueur de la Leaders Cup : 2020

### Distinctions personnelles
- MVP du Trophée du futur : 2012